# アニコイ
『アニコイ』は、ゴツボ×リュウジによる日本の漫画作品。『月刊少年エース』（角川書店）にて2009年2月号（2008年12月26日発売）から2012年5月号（2012年3月26日発売）まで連載された。全8巻。

## 概要
ゴツボ×リュウジの『月刊少年エース』連載3作目となる作品。同誌創刊14周年記念作品として、『黒き翼のカドルヴェイン』と『シャングリ・ラ』に続き連載を始めた。ハイテンションなギャグと様々なアニメ・漫画作品のパロディを織り交ぜながら、ゆるい青春ラブコメディが展開される。2010年8月にドラマCD化された。アニメ化の企画が出たこともあり、4巻の帯で「アニメ化企画倒れ（実話）」と書かれ、5巻のあとがきで作者がその顛末を明かしている。

## あらすじ
主人公の姉川高時は、顔はいいのに心根がド級オタクな夢見る少年。「アニメみたいなコイしたい」とフラグ立てに余念が無く、幼馴染の伊庭猪子に呆れられる日々。しかしそんな2人の前に、ヱヴァの綾波のようなコスプレをした少女が現れる。コスプレ少女の正体はアニメ部に所属する朝妻世継。朝妻と出会ったことで高時と伊庭はアニメ部に入部。のちには栗栖新左衛門と今宿雁奈も加わる。それまでロクに活動してこなかったアニメ部であったが、彼らの加入をきっかけにアニメ制作を開始。伊庭達の恋心の進展や生徒会執行部との絡みなどをしつつ、アニメ部は「全日本高校生アニメ選手権大会」出場を目指す。

## 舞台
安土学園という架空の私立高校が主な舞台。文武両道・質実剛健をモットーとする名門校で部活動が盛ん。旧校舎には非公認サークルが雑多にひしめき合う「魔窟」が広がっていて、学園の裏名物となっている。作者の過去作品『ササメケ』シリーズに登場する安土家が運営母体であり、理事長は安土兄弟の一人である安土城（あづち ぐすく）。

## 登場人物
※担当声優はドラマCDのもの。

### アニメ部
風変わりな部が多い安土学園でもとりわけ異彩を放つ部。アニメ制作が本来の活動だが、いまだまともな作品を作ったことがない。部室には貴重なコレクションが大量に眠っている。
姉川高時（あねがわ たかとき）
声 - 福山潤
本作の主人公。「アニメみたいなコイしたい」と公言する。黙っていれば美少年だが、中身がド級のアニメオタクで、しかも美少女さえ出ていればそれで良いという高校1年生、15歳。Mっ気がある。美少女との激突を夢見て、毎朝食パンをかじりながら登校している。運命的な出会いをした朝妻に一目惚れして入部したが、誰よりも役に立てていない。父親が会社役員を務めており、家庭は裕福。男の娘の素質があり、膳所ヶ崎の発案によって朝妻とともに「少女パンダーズ」としてアイドル活動を行っている。
伊庭猪子（いば ちよこ）
声 - 喜多村英梨
高時の幼馴染。金髪で目つきが悪く、常にジャージ姿。母親が自由奔放に再婚を繰り返す、複雑な家庭環境で育った。考えるよりもこぶしで物事を解決したがり、「ジャージデビル」の異名を持つヤンキー娘として恐れられている。しかし根は真面目かつ乙女チックで、初めてできた友達である高時に恋心を抱き続けている。関西弁（近江弁）で話す。名前を「いのこ」と読み間違われると怒る。高時に誘われてしぶしぶ入部したが、誰よりもまともにアニメ部の活動に参加し、物語の中心人物となっていく。
朝妻世継（あさづま よつぎ）
声 - 水原薫
2年。「アニメみたいなコトしたい」と公言する痛々しいオタク少女。いつも明るく元気で、思いつきで場を引っかきまわす。華奢な体格で、コスプレ好き。理事長公認のもと好き勝手な格好で学園中をうろついており、アニメ部のマスコット的存在。包帯姿でヤンキーに絡まれていたところを高時・伊庭に助けられ、2人が入部するきっかけを作った。ダンボール工作と点描が得意。元水中バレリーナの母親を持つことから、水泳も得意。
慈恩寺普門（じおんじ ふもん）
声 - 杉田智和
3年。部長だが、「アニメ観るのは好きだけど 作ったりとかまではな〜〜〜 でも機会があるのなら やってみないコトもないよ私 みたいな〜〜〜」ということで作画も脚本もできず、やることなすこと適当かつ無茶苦茶。アニメづくりよりも体力づくりに日々励み、学園一の身体能力を持つ。特にエアロビクスダンスが得意。様々な運動部の助っ人をこなすことで、アニメ部の活動資金を稼いでいる。強いクセ毛と三白眼、薄眉が特徴。
栗栖新左衛門（くるす しんざえもん）
声 - 寺島拓篤
1年。慈恩寺が剣道部から引き抜いた眼鏡少年。実家は剣道道場。硬派気取りのアニメオタクで、語り出すと長く、高時とは対照的に萌えアニメが嫌い。やや協調性に欠ける元いじめられっ子だが、アニメ部のなかでは伊庭とともに数少ない常識人・ツッコミ役であり、アニメ制作への意欲や技術も高い。「新左衛門」という古風な名前にコンプレックスを持つ。高時・伊庭とは小学6年生の時に同級生だった。いじめっ子から助けてもらって以来、伊庭に好意を寄せている。むっつりスケベ。
荒張夏子ハーン（あらはり なつこ）
声 - 小林ゆう
2年。頼れる副部長で、妹の冬子とともにコスプレ衣装の制作を手掛ける。ぽっちゃり体型。朗らかな性格でよく気が利くが、黒魔術が使えるなど時にミステリアスな一面を見せる。名前に「ハーン」とつくのは、父方がモンゴルの王族の血筋だかららしい。また母方は忍者の血筋らしい。
荒張冬子ハーン（あらはり ふゆこ）
声 - 小林ゆう
2年。夏子とは一卵性双生児。痩せ型で眼鏡をかけている。髪型は三つ編み。物静かな性格だが、実はBLや妄想が大好きで、萌えるシチュエーションを見聞きすると鼻血を噴出してしまう。そつがなく誰からも好かれる姉に対してコンプレックスを抱いている。
名古屋暁（なごや あきら）
アニメ部の顧問で、通称「なごやん」。36歳独身。可愛い女の子とニコチンが好きな不真面目教師だが、戦闘能力は高い。
今宿雁奈（いまじゅく かりな）
gifアニメ部（非公認サークル）の唯一の部員かつ主将で、アニメ部の助っ人部員も務める。通称「ヤドカリ」。極端に引っ込み思案で人見知りなため、箱やロッカーのなかによく隠れている。栗栖には心を許している。ヤンキーへの偏見から伊庭のことを毛嫌いしていたが、のちに仲良くなる。思い込みが激しく、しばしば痛々しい言動（本人も自覚）をしてしまう。毛先をいじる癖がある。

### 生徒会
安土アンジョリーナジョリー（あづち アンジョリーナジョリー）
声 - 井上麻里奈
生徒会長。2年。略してジョリーナと呼ばれているが、慈恩寺はアンジョリ子、朝妻はアンジーと呼ぶ。不真面目な生徒に厳しく、特に慈恩寺率いるアニメ部を毛嫌いしている。容姿・性格・学業・才能の全てにおいて申し分ない安土財閥のお嬢様だが、堅物なので打ち解けた友人が少なく、また周囲に振り回されやすい。『ササメケ』に登場する安土兄弟の末の妹。
賤ヶ岳豊満（しずがたけ とよみつ）
声 - 高橋伸也
副会長。2年。ジョリーナの幼馴染かつ優秀な片腕的存在。小太りな眼鏡少年。性格は横柄。健気に頑張るジョリーナを愛しているが、ドジを踏む姿に興奮するなどその愛情は少し歪んでいる。優れた文学的才能を持つライトノベル作家でもある。
深清水天満（ふかしみず てんま）
声 - 立花慎之介
書記かつ美術部副部長。2年。ジョリーナのいとこ。日独ハーフのプレイボーイで金持ちのボンボンだが、少し頭が抜けている。作画の助っ人としてアニメ部に貸し出される。
大清水葉枝見（おおしゅず はえみ）
2年。モブキャラクター。中性的な容姿。1巻からコマの隅に登場していたが、名前や設定は7巻になるまで明かされなかった。
栗栖鹿深（くるす ろくしん）
3年。モブキャラクター。剣道部主将。大清水と同じく、7巻で名前や設定が明かされた。

### 隣町の高校のアニ研
隣町にある高校（校名は不明）のアニメ部。全日本高校生アニメ選手権大会への出場実績を持つ。部長が敷いた情報網によって学校中の弱みを握っており、文化部連合の頂点に君臨する。
膳所ヶ崎朏（ぜぜがさき みかづき）
強権部長。3年。栗栖の姉（苗字が違うのは、両親の離婚による）。弟以上のアニメ制作のセンスと技術を持つが、変態かつ可愛い子が好きな肉食系女子。大柄な体格（178cm、64kg）で、セーラー服よりも男装が似合う美人。
四十九院杣（しじゅうくいん そま）
副部長。3年。膳所ヶ崎の右腕で、負けず劣らずの変態。ジャージを好んで着ていて、よくイヤホンを付けている。
八日市要（ようかいち かなめ）
お調子者の1年部員。部長と副部長にこき使われているが、明るくてタフな性格。
湯次太郎（ゆすき たろう）
八日市と仲の良い1年部員。目つきが悪く、クールな性格。あだ名は「キタロー」で、頭から角が生えている。

### その他
ドラゴン
声 - 黒田崇矢
高時の妄想の産物。本作のナレーター的なポジションで、セリフの語尾には「ドラ」がつく。第3話以降は高時が手に付けたパペット人形として登場。
姉川高月（あねがわ たかつき）
高時の兄。重度のオタクで、高時をオタク趣味に走らせた元凶。安土学園のOBで、アニメ部の初代部長。現在は引きこもり生活を送りながら、高時にアニメ趣味のアドバイスを行っている。という設定であったが、実は数年前から部屋の維持と高時へのアドバイスを別の男性に任せて、高月本人は「真の美少女アニメ」を作るためのアニメスタジオを創設していたことが最終話で判明。高時に負けず劣らずのイケメンで、手にトラのパペット人形を付けている。
安食枝折（あんじき しおり）
1年。おかっぱ頭の眼鏡っ子で、勉強はできるがちょっと抜けていて私服がダサめ。グラフィティアート部（非公認サークル）の主将だった兄（3年）がいて、互いにブラコン・シスコン。
平阪マキノ（ひらさか まきの）
1年。学業優秀で、女子バスケ部エースを務め、クラスでの人望も厚く、さらにカリスマ読者モデルとして活躍するスーパー女子高生だが、隠れオタクで声優に憧れている。妹思いで3年の兄・平阪翔（ひらさか しょう）のことをウザがっているが、ブラコンである。
外原佐久良（とのはら さくら）
3年。声優愛好会（非公認サークル）会長。控え目な性格の腐女子で、マキノにとって初めてのオタク友達。長い髪とそばかすが特徴。
五条鈴（ごじょう すず）
高時・伊庭の小学生時代の同級生。嫌味な性格。小学生時代は女子グループでリーダーぶっていたが、高時に影響されてかなり痛いオタク少女に変貌。現在は私立聖イーゴス学園漫画アニメ部で1年生ながら部長を務める。高時に好意を寄せているが、実は既に彼氏がいる。左目の泣きぼくろと黒髪ツインテールが特徴。
宇佐美吾郎（うさみ ごろう）
元ワイヤーアクション部部長。部員の怪我や機材の破損が続出して廃部に至ったため、1人でワイヤーアクションに打ち込んでいる。慈恩寺とは因縁浅からぬ仲。身体能力に恵まれ、ヒーローに憧れる正義漢であるが、喧嘩には弱い。またポニーテールに目がない。
劇団アカン飛行（げきだんアカンひこう）
安土学園の演劇サークル。話の筋は無茶苦茶だが、迫力のある演技と変な勢いが一部のマニアに受けている。声優演技の参考にと、劇団の合同トレーニングに高時・伊庭・朝妻が参加する。部長は陸上競技が得意なボク少女で3年の西阿閉（にし あつじ）。副部長は眼鏡美人で3年の摺墨（する すみ）。部長・副部長ともに悪乗りしやすいタイプ。
日田かの（ひだ　かの）
それなりに有名なフリーランスのアニメーター。通称「ヒダカノ」。安土学園アニメ部のOGであり、安土バイオテクノロジー大学（安土学園と同じく安土家が運営する大学）アニメ部のOGでもある。童顔だが、29歳。人当たりの良い性格。
悪即斬切子（あくそくざん　きりこ）
アニメ部が制作したアニメ作品の主人公。通称「ザンコ」。正義感に溢れる世直し少女だが、目つきが悪く、不器用な性格。中学2年生。初めは台詞が漢字とカタカナで表記されていたが、のちにひらがなも交えるようになった。伊庭が声を当てた。
天使（てんし）
アニメ部が制作したアニメ作品の準主人公。自らの世直しが本当に正しいのか苦悩するザンコの前に現れ、ザンコを正しい道へと導こうとする。高時が声を当てた。

## 単行本
里見英樹が装丁・デザインを担当している。各話の間には、登場人物紹介コーナーや、作者が気になるアニメ作品を紹介する「すごいぞアニメはん！」コーナーなどが掲載されている。
| 巻数 | 初版発行日     | ISBN              |
| ---- | -------------- | ----------------- |
| 1    | 2009年8月26日  | 978-4-04-715290-8 |
| 2    | 2009年11月26日 | 978-4-04-715325-7 |
| 3    | 2010年4月26日  | 978-4-04-715430-8 |
| 4    | 2010年12月25日 | 978-4-04-715579-4 |
| 5    | 2011年2月26日  | 978-4-04-715630-2 |
| 6    | 2011年8月26日  | 978-4-04-715761-3 |
| 7    | 2011年12月26日 | 978-4-04-120056-8 |
| 8    | 2012年7月26日  | 978-4-04-120325-5 |

## ドラマCD
2010年8月13日にマリン・エンタテインメントから「アニコイ 〜ANIme mitaina KOI shitai!〜」の題でドラマCDが発売された。ゴツボ×リュウジ作品初のメディアミックス企画である。当初は4月21日の発売予定であった。形式はドラマCD1枚組。定価は通常盤が3150円、限定盤が4000円。限定盤はマリン・エンタテインメントの通信販売とコミックマーケット78でのみ販売され、特典としてゴツボ×リュウジの描き下ろし短編漫画とそれを音声化したミニドラマCDが付く。収録内容は以下のとおり。
1. I Wanna Fall In Love Like The Animation!!
2. 誕生! 新生アニメ部
3. 炎のうさぎ戦士達
4. キャストトーク「アニメみたいな恋したい♥」
5. 限定盤特典『伊庭猪子の私だって青春したい! だって女の子だもん♥』